# Jean-Marc Aubert
Pour les articles homonymes, voir Aubert.
Jean-Marc Aubert est un homme d'affaires français, administrateur de l'Institut national de la statistique et des études économiques (INSEE).
Président de IQVIA France, filiale de la multinationale américaine IQVIA, spécialisée dans les technologies de l'information pour la santé de 2019 à 2023, il occupe désormais les fonctions de Vice Président, healthcare, au sein de la même société. 

## Biographie

### Formation
Jean-Marc Aubert intègre l'École polytechnique en 1990 et en sort diplômé en 1993. Il est également un ancien élève de l'École nationale de la statistique et de l'administration économique (ENSAE Paris), dont il est diplômé en 1995, puis de l'École des hautes études en sciences sociales (EHESS).

### Carrière
Il commence sa carrière à la direction de la prévision du ministère de l’Économie et des Finances en 1995. Après un passage au cabinet du ministre de la Santé, au cabinet du secrétaire d’État à l’Assurance maladie Xavier Bertrand et à la Caisse nationale de l'assurance maladie (CNAM), il rejoint le privé et devient associé du cabinet Jalma en 2010.

#### Premiers postes dans le privé au sein d'IMS Health puis QuintilesIMS
En 2013, Jean-Marc Aubert est nommé directeur du service et conseil de l'américain IMS Health. En 2016, il est promu directeur des « solutions patients » au sein de QuintilesIMS, multinationale américaine issue de la fusion entre IMS Health et Quintiles,. En novembre 2017, le groupe QuintilesIMS adopte le nouveau nom d'IQVIA.

#### Nomination à la DREES et mise en place du Health Data Hub
Le 11 octobre 2017, Jean-Marc Aubert est nommé par décret du conseil des ministres à la tête de la Direction de la Recherche, des Études, de l'Évaluation et des Statistiques (DREES) et remplace Franck Von Lennep,. Il quitte alors ses fonctions au sein de QuintilesIMS. Cette direction de l'administration publique centrale française est sous la tutelle des ministères des Solidarités et de la Santé, du Travail et de l'Action et des comptes publics, et de l'Économie et des Finances.
En février 2018, Jean-Marc Aubert est nommé responsable de la Task Force « Réforme du Financement du système de santé » par la ministre des Solidarités et de la Santé Agnès Buzyn. L'économiste de la santé Claude Le Pen, alors consultant pour IQVIA, est choisi par Jean-Marc Aubert pour intégrer le conseil scientifique de la Task Force,.
Dès septembre 2019, des agents chargés de la protection économique à la direction générale de la sécurité intérieure (DGSI) lancent une enquête sur le parcours de Jean-Marc Aubert, alors directeur de la DREES. Il était également chargé de la mise en place du Health Data Hub, une plateforme française destinée à croiser les bases de données de santé existantes, à des fins de recherches médicales et visant l’amélioration de la qualité des soins, lancée le 1er décembre 2019 par le président Emmanuel Macron. L'hébergement des données pose des problèmes de souveraineté et de confidentialité des données sensibles que sont les données médicales. Le projet prévoit en effet que les données chiffrées soient stockées sur les serveurs américains de Microsoft,.

#### Retour chez QuintilesIMS, devenu IQVIA
En décembre 2019, alors principal architecte du projet Health Data Hub, Jean-Marc Aubert est nommé à la présidence d'IQVIA France, la filiale française de la multinationale américaine IQVIA, spécialisée dans l'exploitation des données de santé pour qui il a travaillé entre 2013 et 2017,. Il quitte alors la direction de la DREES. Le 6 janvier suivant, Fabrice Lenglart, inspecteur général de classe exceptionnelle de l'INSEE, et rapporteur général à la réforme du revenu universel d'activité, lui succède à la tête de la DREES. Il quitte ses fonctions de Présidence d'IQVIA France en janvier 2023 pour devenir Vice-Président, Healthcare, IQVIA.

## Controverses

### Soupçons de conflits d'intérêts

#### IQVIA
Principal architecte du projet Health Data Hub lancé en décembre 2019 par le président Emmanuel Macron, Jean-Marc Aubert, directeur de la Direction de la Recherche, des Études, de l'Évaluation et des Statistiques (DREES), quitte le service public pour diriger la filiale française de la multinationale américaine IQVIA, leader mondial de l'exploitation des données de santé. Ce départ alimente un soupçon de conflit d'intérêts dès fin décembre 2019,, puis après la diffusion d'un reportage du magazine Cash Investigation en mai 2021. il est établi que Jean-Marc Aubert avait travaillé dans cette société de 2013 à 2017, avant sa nomination à la DREES.
Le Health Data Hub ouvrirait alors « des perspectives commerciales » pour l'entreprise IQVIA, selon le quotidien Le Monde. Interrogé par celui-ci, Jean-Marc Aubert déclare ne pas considérer cette situation comme problématique et assure que la DREES « n’a aucun contact avec IQVIA, quasiment. ». Dans un communiqué, IQVIA France assure qu'il n'y a « aucun conflit d'intérêts dans le parcours » de son directeur général, Jean-Marc Aubert,.

## Documentaire
- Elise Lucet, « Cash investigation : Nos données personnelles valent de l'or », sur france.tv, France 2, 2021 (consulté le 19 mai 2021) (segment 1 heure 25:00)